# Ezequiel Jurado
Pas d'image ? Cliquez ici

a Compétitions nationales et continentales officielles uniquement.

b Matchs officiels uniquement.
Dernière mise à jour le 7 avril 2021.
Ezequiel Jurado, né le 17 avril 1973 à Rosario, est un joueur argentin de rugby à XV évoluant au poste d'arrière.
Il fait partie de l'équipe d'Argentine de 1995 à 1999.

## Biographie
Ezequiel Jurado joue avec le Jockey Club Rosario
 jusqu'en 2000 puis une saison au FC Grenoble avec ses compatriotes Diego Albanese, Sebastián Rondinelli, Federico Todeschini et Federico Werner,.
Il honore sa première cape internationale le 30 avril 1995 au Ballymore Stadium de Brisbane contre l'Australie.

## Statistiques en équipe nationale
- 28 sélections
- 30 points (6 essais)
- Coupe du monde de rugby disputée : 1 (1995)

## Palmarès
- Vainqueur du Nacional de Clubes en 1997 avec le Jockey Club Rosario
- Vainqueur du Tournoi de l'Intérieur en 2000 avec le Jockey Club Rosario